# Katharine Holmes
Katharine Waters "Kat" Holmes, född 15 juli 1993, är en amerikansk fäktare som tävlar i värja.

## Karriär

### 2010–2016
Vid olympiska sommarspelen för ungdomar 2010 i Singapore tog Holmes brons i mixedlag. Vid panamerikanska mästerskapen 2013 i Cartagena tog hon silver individuellt i värja samt guld i lagtävlingen tillsammans med Courtney Hurley, Kelley Hurley och Maya Lawrence. Vid panamerikanska mästerskapen 2014 i San José tog Holmes återigen silver individuellt i värja samt guld i lagtävlingen tillsammans med Courtney Hurley, Amanda Sirico och Kelley Hurley.
Vid panamerikanska mästerskapen 2015 i Santiago tog Holmes brons individuellt i värja samt guld i lagtävlingen tillsammans med Isabel Ford, Courtney Hurley och Kelley Hurley. Vid panamerikanska spelen 2015 i Toronto tog hon guld både individuellt i värja samt i lagtävlingen tillsammans med Anna van Brummen och Katarzyna Trzopek. Vid panamerikanska mästerskapen 2016 i Panama City tog Holmes brons individuellt i värja samt silver i lagtävlingen tillsammans med Courtney Hurley, Kelley Hurley och Katarzyna Trzopek. Vid olympiska sommarspelen 2016 i Rio de Janeiro blev hon utslagen i sextondelsfinalen i värja av estländska Erika Kirpu. Holmes var även en del av USA:s lag tillsammans med Courtney Hurley, Kelley Hurley och Katarzyna Trzopek som slutade på femte plats i lagtävlingen i värja.

### 2017–2021
Vid panamerikanska mästerskapen 2017 i Montréal tog Holmes brons individuellt i värja samt guld i lagtävlingen tillsammans med Courtney Hurley, Kelley Hurley och Anna van Brummen. Vid sommaruniversiaden 2017 i Taipei tog hon silver i lagtävlingen i värja tillsammans med Catherine Nixon, Anna van Brummen och Barbara VanBenthuysen. Vid panamerikanska mästerskapen 2018 i Havanna tog Holmes guld guld i lagtävlingen i värja tillsammans med Courtney Hurley, Kelley Hurley och Amanda Sirico. Vid VM 2018 i Wuxi tog hon guld i lagtävlingen i värja tillsammans med Courtney Hurley, Kelley Hurley och Amanda Sirico.
Vid panamerikanska mästerskapen 2019 i Toronto tog Holmes guld guld i lagtävlingen i värja tillsammans med Courtney Hurley, Kelley Hurley och Catherine Nixon. Vid panamerikanska spelen 2019 i Lima tog hon guld både individuellt i värja samt i lagtävlingen tillsammans med Catherine Nixon och Isis Washington. Vid olympiska sommarspelen 2020 i Tokyo, som arrangerades 2021, blev Holmes utslagen i sextondelsfinalen i värja av sydkoreanska Song Se-ra. Hon var även en del av USA:s lag tillsammans med Anna van Brummen, Kelley Hurley och Courtney Hurley som slutade på femte plats i lagtävlingen i värja.

### 2022–2024
Vid panamerikanska mästerskapen 2022 i Asunción tog Holmes silver individuellt i värja samt guld i lagtävlingen tillsammans med Margherita Guzzi Vincenti, Hadley Husisian och Anna van Brummen. Vid panamerikanska mästerskapen 2023 i Lima tog hon brons individuellt i värja samt guld i lagtävlingen tillsammans med Hadley Husisian, Catherine Nixon och Isis Washington.
Vid panamerikanska mästerskapen 2024 i Lima tog Holmes silver i lagtävlingen i värja tillsammans med Margherita Guzzi Vincenti, Anne Cebula och Hadley Husisian. Vid olympiska sommarspelen 2024 i Paris var hon en del av USA:s lag tillsammans med Anne Cebula, Margherita Guzzi Vincenti och Hadley Husisian som slutade på sjunde plats i lagtävlingen i värja.